# Clément Venturini
Pour les articles homonymes, voir Venturini.
Clément Venturini, né le 16 octobre 1993 à Villeurbanne (Rhône), est un coureur cycliste français, spécialiste du cyclo-cross. Il est septuple champion de France de cyclo-cross (2017, 2019, 2020, 2021, 2023, 2024 et 2025).

## Biographie

### Jeunesse et carrière amateur
Clément Venturini naît le 16 octobre 1993 à Villeurbanne en France. Il commence à pratiquer le vélo en 2006 et prend sa première licence au Vélo club de Vaulx-en-Velin en 2008, à quinze ans. Il reste membre de ce club.
Membre de l'équipe junior du club de 2010 à 2011, il est champion du monde de cyclo-cross juniors en 2011. Durant la même saison, il remporte également la manche de Coupe du monde junior de Pontchâteau.
Passé en catégorie espoirs, il intègre l'équipe Vulco-VC Vaulx-en-Velin de 2012 à 2013. Troisième du championnat de France de cyclo-cross espoirs en 2012, il en prend la deuxième place l'année suivante et remporte le Challenge la France cycliste de cyclo-cross.

### Carrière professionnelle

#### 2014-2017: Cofidis
Clément Venturini entre dans l'équipe continentale professionnelle Cofidis comme stagiaire en août 2013, puis signe un contrat professionnel avec cette formation.
En 2014, il remporte au mois de janvier le championnat de France de cyclo-cross espoirs et la quatrième étape du Rhône-Alpes Isère Tour au printemps. En fin de saison il se classe premier de plusieurs épreuves de cyclo-cross et gagne notamment la deuxième manche de la Coupe de France La France Cycliste devant Francis Mourey à Sisteron.
En janvier 2015, il est quatrième du championnat du monde de cyclo-cross espoirs. Au printemps il se classe deuxième de la Roue tourangelle battu au sprint par son compatriote Lorrenzo Manzin. En juillet 2015, le contrat de Venturini avec l'équipe Cofidis est prolongé jusqu’à la fin de l’année 2017.
En janvier 2017 il devient champion de France de cyclo-cross sur le circuit de Lanarvily où il devance Arnold Jeannesson au sprint. Au mois de mai, il s'aligne sur l'épreuve nordiste des Quatre Jours de Dunkerque. Il s'y illustre dès la première étape, qui s'achève par un sprint massif, en terminant troisième, puis s'empare du maillot de leader la veille de l'arrivée de la course lors de l'étape la plus difficile, celle des monts, en dépossédant Sylvain Chavanel de son maillot rose. Il remporte l'épreuve le lendemain avec 2 secondes d'avance sur le Belge Sander Armée. En juillet il est présélectionné par Cyrille Guimard pour participer aux championnats d'Europe de cyclisme sur route.

#### 2018-2023: AG2R La Mondiale
En août 2017, il s'engage pour deux ans avec l'équipe AG2R La Mondiale.

##### Saison 2019
Lors de la saison 2019, il passe régulièrement proche de la victoire, 7e lors du GP La Marseillaise, 2e d'étape sur l'Etoile de Bessèges, seulement précédé par Christophe Laporte, 3e puis 4e d'étape sur le Tour d'Oman. Une quatrième place qu'il connait également sur Tirreno-Adriatico lors de la sixième étape puis sur le Circuit de la Sarthe lors de la première étape. Entre-temps, il monte sur la troisième marche du podium de la Route Adélie de Vitré. Il finit par lever les bras lors de la deuxième étape des Quatre Jours de Dunkerque avant d'être disqualifié pour sprint irrégulier. Le lendemain, il est de nouveau déclassé pour avoir gêné Roy Jans dans l'emballage final. Le manque de réussite le poursuit les jours suivants, enchaînant deux deuxièmes places, privé successivement de la victoire par Bryan Coquard puis Mike Teunissen. Sa moisson de places d'honneur se perpétue également sur les épreuves World Tour, 4e et 5e d'étape sur le Critérium du Dauphiné, 8e d'étape sur le Tour de Pologne et auteur de trois tops 10 sur le Tour d'Espagne.

##### Saison 2020
Il garde les mêmes habitudes lors du début de saison 2020, débutant par une 6e place sur le GP la Marseillaise, continuant à occuper les tops 10 lors de l'Etoile de Bessèges avec une 8e et une 5e place d'étape, sur la Clásica de Almería (7e), le Tour d'Andalousie (4e d'étape) ou sur Le Samyn (4e).

##### Saison 2021
Au début du mois de juin est annoncée la prolongation de son contrat jusqu'en fin d'année 2023.

##### Saison 2023
En janvier, Venturini remporte son cinquième titre national de champion de cyclo-cross à Bagnoles-de-l'Orne. Régulier tout au long de la saison sur route, il ne parvient néanmoins pas à lever les bras. Il ne parviendra pas à faire mieux que 5e, résultat qu'il réalise à 6 reprises : sur la quatrième étape du Tour de Catalogne le 23 mars, sur le Grand Prix du Morbihan et les Boucles de l'Aulne en mai, sur la Polynormande et la dernière étape du Tour du Limousin-Périgord-Nouvelle-Aquitaine en août puis sur le Tour de Vendée le 1er octobre où il clôt sa saison.

#### 2024-: Arkéa-B&B Hotels

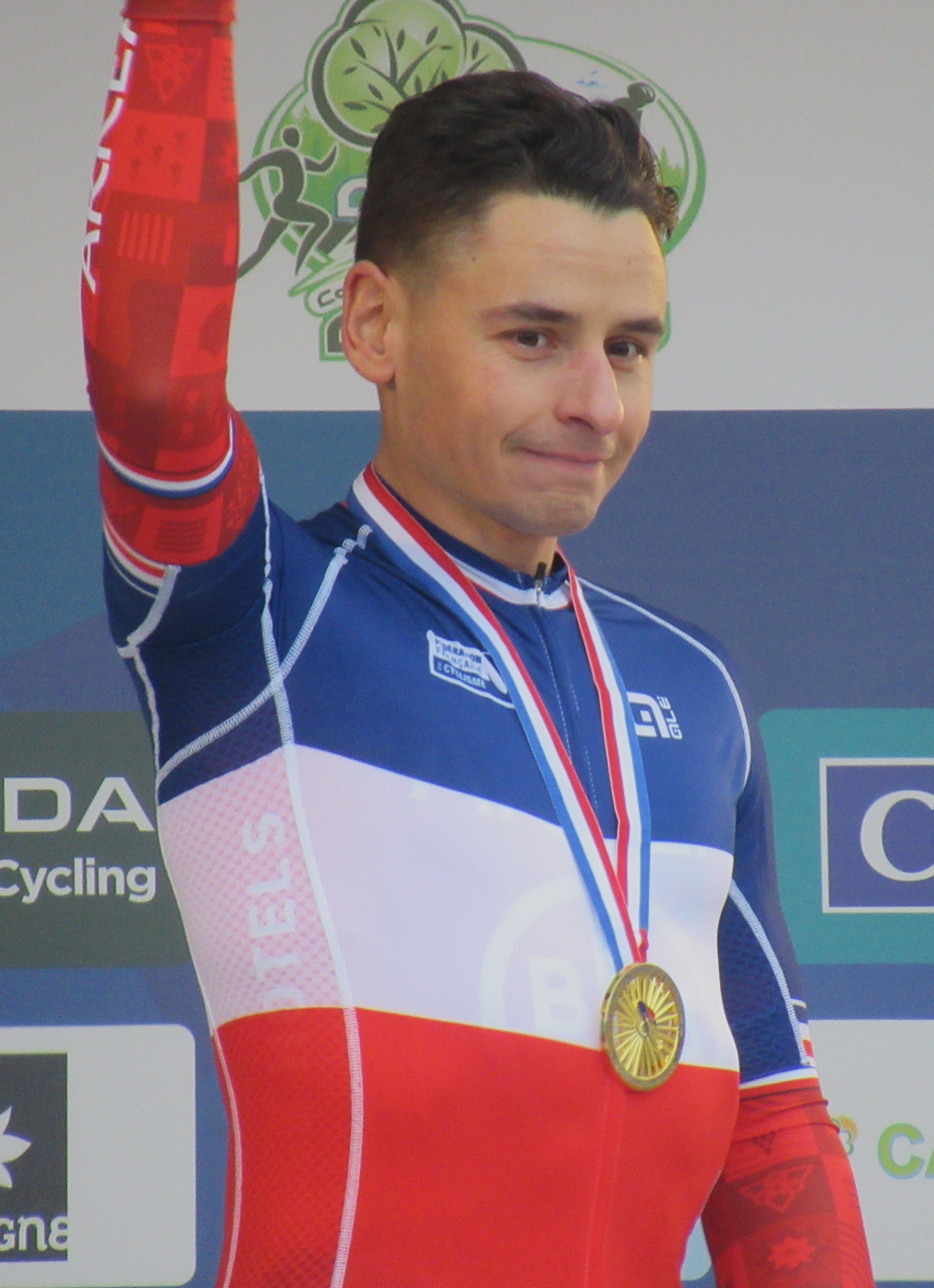
Clément Venturini sur le podium des championnats de France de cyclo-cross 2024 à Camors.

Venturini s'engage avec Arkéa-B&B Hotels à partir de début 2024.

##### Saison 2024
En janvier, il gagne pour la sixième fois le titre de champion de France de cyclo-cross à Camors (Morbihan), dans la région de sa nouvelle équipe. Sur route, il intègre le top 10 sur cinq manches de la coupe de France, dont deux 2e places sur Paris-Camembert en mars et le Tro Bro Leon en mai. Cette régularité lui permet de se classer à la 3e place de la compétition, derrière Benoît Cosnefroy et Paul Lapeira.

##### Saison 2025
Clément Venturini devient septuple champion de France de cyclo-cross en janvier, sur le circuit de Coët-Roz à Pontchâteau, où il avait déjà remporté ce titre en 2021. À l'issue de cette course, son nom est annoncé par le sélectionneur national François Trarieux pour prendre part trois semaines plus tard aux championnats du monde en France, à Liévin, où il espère figurer dans le top 5 à l'arrivée. C'est à une décevante 17e place mondiale que Venturini conclut sa saison de cyclo-cross.

## Palmarès sur route

### Par années
| - 2012 - 2e et 4e étapes du Trophée cycliste de Lyon - 1re étape du Tour du Pays Roannais - 2013 - 1re et 2e étapes du Trophée cycliste de Lyon - 2e du Trophée cycliste de Lyon - 2014 - 4e étape du Rhône-Alpes Isère Tour - 2015 - 2e de la Roue tourangelle - 2016 - 2e étape du Tour d'Autriche - 2e de la Route Adélie de Vitré - 3e des Boucles de l'Aulne - 2017 - Classement général des Quatre Jours de Dunkerque - 6e étape du Tour d'Autriche - 3e des Boucles de la Mayenne | - 2018 - 2e étape de la Route d'Occitanie - 2019 - 3e de la Route Adélie de Vitré - 2022 - 2e du Tour du Finistère - 2024 - 2e de Paris-Camembert - 2e du Tro Bro Leon - 3e de la Coupe de France de cyclisme - 9e de la Bretagne Classic - 2025 - 3e des Boucles de l'Aulne - 3e du Grand Prix du Morbihan |

### Résultats sur les grands tours

#### Tour de France
2 participations
- 2020 : 104e
- 2025 : 43e

#### Tour d'Italie
1 participation
- 2018 : 104e

#### Tour d'Espagne
2 participations
- 2019 : 90e
- 2021 : 97e

### Classiques
Ce tableau représente les résultats de Clément Venturini sur les classiques auxquelles il a déjà participé au moins une fois.
| Année | Circuit Het Nieuwsblad | Strade Bianche | Milan-San Remo | Gand-Wevelgem | Tour des Flandres | Paris-Roubaix | Amstel Gold Race | Flèche wallonne | Championnat d'Europe | EuroEyes Cyclassics | Bretagne Classic | Grand Prix cycliste de Québec | Grand Prix cycliste de Montréal |
| ----- | ---------------------- | -------------- | -------------- | ------------- | ----------------- | ------------- | ---------------- | --------------- | -------------------- | ------------------- | ---------------- | ----------------------------- | ------------------------------- |
| 2014  | -                      | -              | -              | -             | -                 | -             | -                | -               | -                    | -                   | Abandon          | -                             | -                               |
| 2015  | -                      | -              | -              | -             | Abandon           | Abandon       | -                | Abandon         | -                    | -                   | -                | -                             | -                               |
| 2016  | -                      | -              | -              | -             | -                 | -             | -                | -               | -                    | -                   | -                | -                             | -                               |
| 2017  | -                      | -              | -              | -             | -                 | -             | -                | -               | 90e                  | -                   | 98e              | -                             | -                               |
| 2018  | -                      | Abandon        | 67e            | -             | -                 | -             | -                | -               | -                    | 134e                | 59e              | -                             | -                               |
| 2019  | -                      | -              | 24e            | 73e           | -                 | -             | 40e              | -               | -                    | -                   | -                | -                             | -                               |
| 2020  | 41e                    | -              | -              | -             | -                 | -             | -                | -               | -                    | -                   | -                | -                             | -                               |
| 2021  | -                      | 17e            | -              | -             | -                 | -             | 22e              | -               | -                    | -                   | -                | -                             | -                               |
| 2022  | -                      | Abandon        | -              | -             | -                 | -             | -                | -               | -                    | -                   | 23e              | 64e                           | Abandon                         |
| 2023  | -                      | 44e            | -              | -             | -                 | -             | -                | -               | -                    | -                   | Abandon          | -                             | -                               |
| 2024  | -                      | 42e            | -              | -             | -                 | -             | -                | -               | -                    | -                   | 9e               | 26e                           | Abandon                         |

### Classements mondiaux
| Année                                 | 2013  | 2014 | 2015 | 2016 | 2017 | 2018 | 2019 | 2020 | 2021 | 2022 | 2023 | 2024 |
| ------------------------------------- | ----- | ---- | ---- | ---- | ---- | ---- | ---- | ---- | ---- | ---- | ---- | ---- |
| UCI World Tour                        |       |      |      | nc   | nc   | 350e |      |      |      |      |      |      |
| Classement mondial                    |       |      |      | 225e | 194e | 565e | 397e | 130e | 589e | 210e | 176e | 138e |
| UCI Europe Tour                       | 1034e | 494e | 163e | 86e  | 72e  | 376e | 316e | 107e | 474e | 171e | nc   | 111e |
|                                       |       |      |      |      |      |      |      |      |      |      |      |      |
| Légende : nc = non classéSource : UCI |       |      |      |      |      |      |      |      |      |      |      |      |

## Palmarès en cyclo-cross
- 2010-2011[1]
  -  Champion du monde de cyclo-cross juniors
  - Coupe du monde juniors #4, Pontchâteau
  - 4e de la Coupe du monde juniors
- 2011-2012
  - 3e du championnat de France de cyclo-cross espoirs
- 2012-2013
  - Classement général du Challenge la France cycliste de cyclo-cross espoirs
    - Challenge la France cycliste de cyclo-cross espoirs #1, Saverne
    - Challenge la France cycliste de cyclo-cross espoirs #3, Pontchâteau

  - 2e du championnat de France de cyclo-cross espoirs
- 2013-2014
  -  Champion de France de cyclo-cross espoirs
  - Classement général du Challenge la France cycliste de cyclo-cross espoirs
    - Challenge la France cycliste de cyclo-cross espoirs #1, Saint-Étienne-lès-Remiremont
    - Challenge la France cycliste de cyclo-cross #2, Quelneuc
    - Challenge la France cycliste de cyclo-cross espoirs #3, Flamanville

  - Cyclo-cross International Rennaz, Rennaz
  - Victoires régionales :
    - Champion de Rhône-Alpes de cyclo-cross
    - Cyclo-cross de Cormoz
    - Cyclo-cross de Brouilly
    - Cyclo-cross de Perrigny-sur-Loire
- 2014-2015
  - Classement général de l'EKZ CrossTour

- -     - EKZ Tour #3, Hittnau

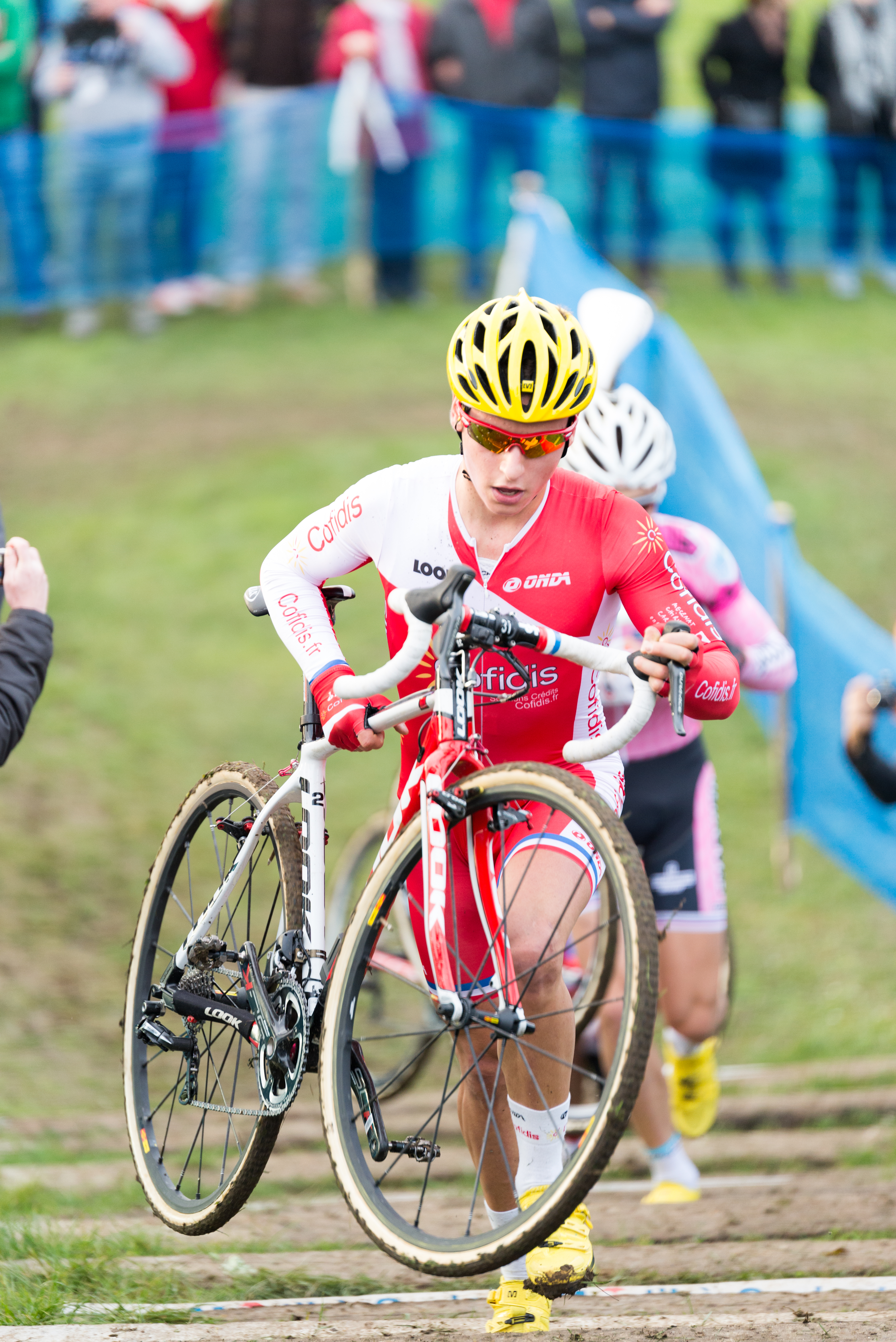
Clément Venturini au cyclo-cross de Dijon en 2014.

  - Cyclo-cross international de Marle, Marle
  - Coupe de France La France Cycliste #2, Sisteron
  - Cyclocross International Sion-Valais
  - 2e du championnat de France de cyclo-cross
  - 4e de la Coupe du monde espoirs
  - Victoires régionales :
    - Cyclo-cross de la Plaine Tonique, Montrevel
    - Cyclo-cross de Chavanoz
    - Cyclo-cross de Cormoz
    - Cyclo-cross de Brouilly
    - Cyclo-cross de Dugny
    - Cyclo-cross de Dijon
    - Cyclo-cross de Charvieu-Chavagneux
- 2015-2016
  - Classement général de la Coupe de France
    - Coupe de France de cyclo-cross #1, Albi
    - Coupe de France de cyclo-cross #2, Quelneuc
    - Coupe de France de cyclo-cross #3, Flamanville

  - EKZ CrossTour #2, Dielsdorf
  - Cyclo-cross international de Marle
  - 54. Internationales Radquer Steinmaur, Steinmaur
  - Cyclo-cross International de Pierric
  - Val d'Ille Intermarché Cyclo-cross Tour, La Mézière
  - 2e du championnat de France de cyclo-cross
  - Victoires régionales :
    - Cyclo-cross de Chavanoz
    - Cyclo-cross de Boulzicourt
    - Cyclo-cross de Cormoz
    - Cyclo-cross de Reims
    - Cyclo-cross de Dijon
    - Cyclo-cross de Charvieu-Chavagneux
- 2016-2017
  -  Champion de France de cyclo-cross
  - Classement général de la Coupe de France
    - Coupe de France de cyclo-cross #2, Bagnoles-de-l'Orne
    - Coupe de France de cyclo-cross #3, Nommay

  - EKZ Cross Tour #2, Aigle
  - Val d'Ille Intermarché Cyclo-cross Tour, La Mézière
  - Victoires régionales :
    - Cyclo-cross de Boulzicourt
    - Cyclo-cross d'Aix-les-Bains
    - Cyclo-cross de Jablines
    - Cyclo-cross de Dijon
- 2017-2018
  - Coupe de France de cyclo-cross #4, Flamanville
  - Cyclocross International Nyon, Nyon
  - Cyclocross International Sion-Valais, Sion
- 2018-2019
  -  Champion de France de cyclo-cross
- 2019-2020
  -  Champion de France de cyclo-cross
  - Cyclo-cross des Crouchaux, Coulounieix-Chamiers
  - Troyes Cyclocross International, Troyes
- 2020-2021
  -  Champion de France de cyclo-cross
- 2021-2022
  - 5e du championnat du monde de cyclo-cross
- 2022-2023
  -  Champion de France de cyclo-cross
  - Cyclo-cross international de Boulzicourt Ardennes, Boulzicourt
  - 10e du championnat du monde de cyclo-cross
- 2023-2024
  -  Champion de France de cyclo-cross
- 2024-2025
  -  Champion de France de cyclo-cross

### Classements
| Épreuve / Édition         | 2009/2010 (U19) | 2010/2011 (U19) | 2011/2012 (U23) | 2012/2013 (U23) | 2013/2014 (U23) | 2014/2015 | 2015/2016 | 2016/2017 | 2017/2018 | 2018/2019 | 2019/2020 | 2020/2021 | 2021/2022 | 2022/2023 | 2023/2024 |
| Championnat du monde      | 15e             | 1er             | 18e             | 21e             | 22e             | 4e (U23)  | 11e       | 29e       | /         | /         | /         | /         | 5e        | 10e       | 16e       |
| Coupe du monde (victoire) | 30e             | 4e (1)          | 23e             | 16e             | 12e             | 4e (U23)  | 18e       | 18e       | /         | /         | /         | /         | 36e       | 36e       | 26e       |
| Superprestige             | /               | 23e             | /               | /               | /               | 17e (U23) | 24e       | /         | /         | /         | /         | /         | /         | 29e       | 38e       |
| X²O Badkamers Trofee      | /               | /               | /               | /               | /               | 48e (U23) | /         | 25e       | /         | /         | /         | /         | 26e       | /         | 35e       |
| EKZ Cross Tour            | /               | /               | /               | /               | /               | 1er       | 14e       | 22e       | /         | /         | /         | /         | /         | /         | /         |
| Championnat de France     | 7e              | 18e             | 3e              | 2e              | 1er             | 2e        | 2e        | 1er       | 6e        | 1er       | 1er       | 1er       | 10e       | 1er       | 1er       |
| Coupe de France           | /               | /               | /               | 1er             | 1er             | 4e        | 1er       | 1er       | 19e       | /         | /         | /         | /         | /         | 56e       |
| Coupe d'Espagne           | /               | /               | /               | /               | /               | /         | /         | /         | /         | /         | /         | /         | /         | 11e       | 9e        |
| Classement mondial UCI    | 131e            | 5e              | 110e            | 79e             | 52e             | 19e       | 9e        | 12e       | 73e       | 96e       | 86e       | 86e       | 46e       | 33e       | 40e       |